# Tulipomania

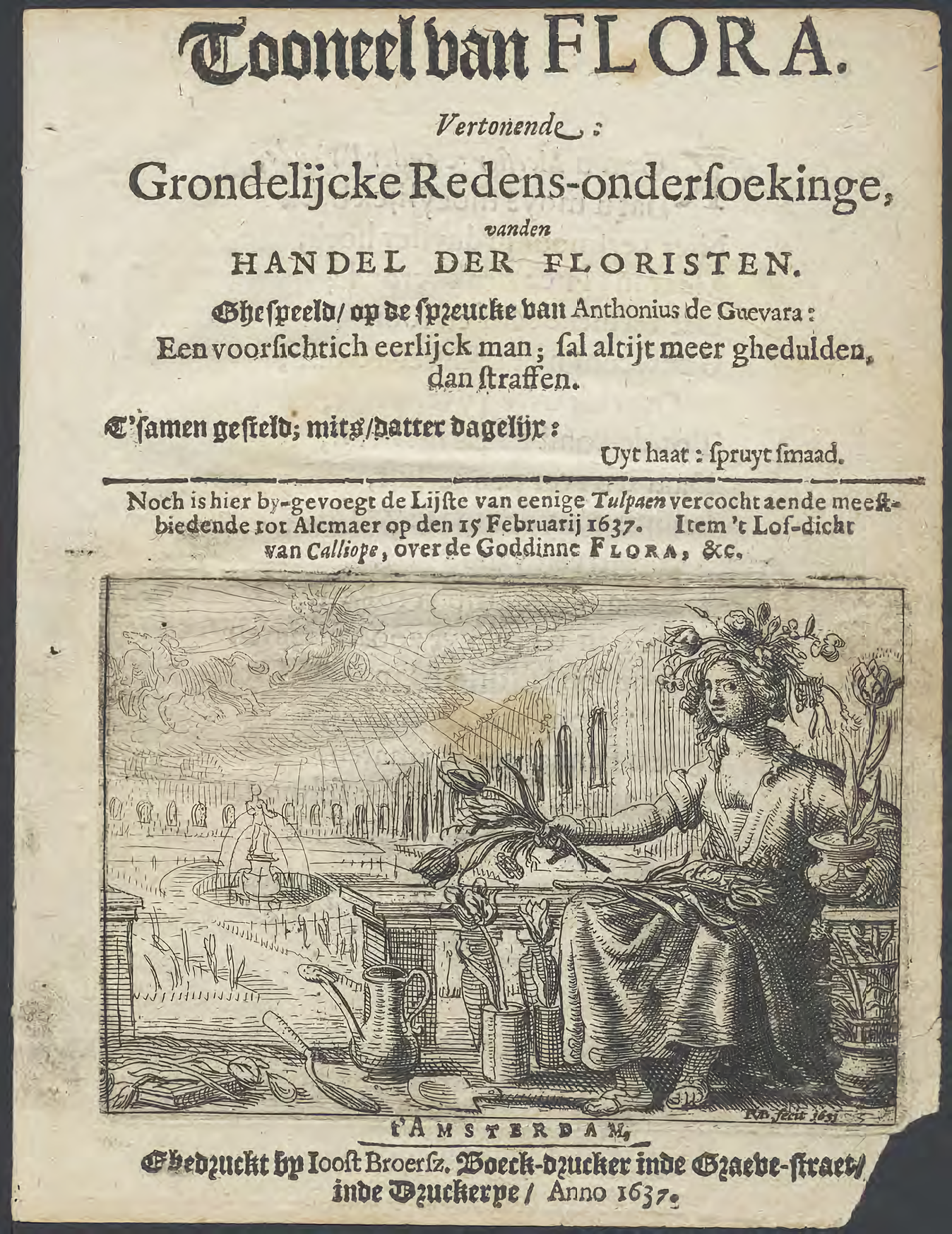
Referinta

Tulipomania (în neerlandeză tulpenmanie) a fost o perioadă în Epoca de Aur Olandeză în care prețurile contractelor pentru unii bulbi de lalele nou-introduși și la modă au atins un nivel extraordinar și apoi s-au prăbușit în februarie 1637. Este general acceptat că aceasta a fost prima bulă speculativă din istoria scrisă.